# Регістровий файл
Регістровий файл — пристрій процесора, що включає в себе регістри і використовується для збереження і швидкого доступу до цифрової інформації. Сучасні регістрові файли зазвичай реалізовані як багатопортовий масив швидкої статичної пам'яті SRAM. Ці масиви відрізняються тим, що розділяють порти запису та читання, хоча в класичній архітектурі такий поділ не передбачається — як запис, так і читання може проводитися через будь-який порт[джерело?].
Система команд процесора практично завжди визначає набір регістрів, доступні програмісту для збереження даних. Здебільшого архітектурні регістри відповідають апаратним, що розміщені в пристрої. Проте в складних обчислювальних пристроях це не завжди так — може використовуватися технологія перейменування регістрів (англ. register renaming), що дозволяє динамічно змінювати відношення між фізичним регістровим файлом та архітектурними регістрами.

## Структура

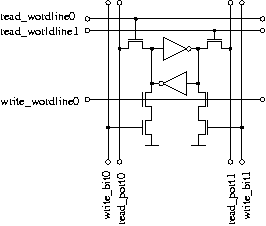
Комірка регістрового файлу

Регістрові файли мають в своєму складі дешифратор англ. decoder, що дозволяє визначити регістр, що бере участь в операції та певна кількість комірок для збереження інформації.

## Реалізація та приклади
Регістровий файл мікроконтролерів сімейства Intel MCS-251 складається з 40 комірок з адресами 0..31 та 56..63.
А регістровий файл в цілочисельному арифметико-логічному пристрою мікропроцесора MIPS R8000, що має 9 портів для читання та 4 порти для запису, 32 64-бітних регістра має такі розміри, що добре помітний неозброєним оком з відстані 30 см[джерело?].